# Hermann de Stahleck

Hermann (III) de Stahleck (né vers 1128 mort à Ratisbonne  le 20 septembre 1156) fut comte palatin du Rhin de 1142 à 1155.

## Famille
Hermann (III) de Stahleck était le fils unique du comte Goswin de Stahleck et de Luitgarde de Hengebach, veuve du comte Henri Ier de Katzenelnbogen. Il était de ce fait le  demi-frère de Henri II de Katzenelnbogen destitué du comté en 1138 par Conrad III.
Par son mariage avec Gertrude de Souabe, fille du duc Frédéric Ier de Souabe, Hermann est le beau-frère du roi Conrad III du Saint-Empire et l'oncle Frédéric Barberousse.

## Règne
Hermann hérite de son père le titre et la possession du comté de Bildhausen , aujourd'hui un quartier de Münnerstadt, d'Höchstadt an der Aisch et sur le Rhin du château de Stahleck, au-dessus de  Bacharach, qui lui donne son nom.
En 1142 il est inféodé du Palatinat du Rhin, par son beau-frère après que le précédent titulaire, 
Henri II d'Autriche de la maison de Babenberg ait reçu le margraviat d'Autriche. Sa nomination prévaut sur les prétentions des parents des prédécesseurs d'Henri en particulier du comte Otto de Salm-Rheineck dit « le Jeune », qu'il fait prisonnier en 1148 et étranglé l'année suivante dans son château de Schönburg près d'Oberwesel.
En 1147-1148 Hermann participe à la Croisade contre les Wendes. Malgré ses conflits violents avec Arnold von Selenhofen le prince-électeur de Mayence qui entrainent par deux fois son excommunication, sur le long terme ses relations avec Frédéric Ier semblent demeurer assez bonnes jusqu'à ce que l'empereur de retour d'Italie, le fasse condamner à la diète d'Empire de Worms en 1155, pour ses violations de la paix publique, son oncle et ses partisans à une peine humiliante le Hundetragen (de) qui consiste à porter sur ses épaules un chien pendant deux lieues. Malgré cela, Hermann et son cousin ont maintenu une bonne relation.
Hermann mourut en 1156 et fut alors inhumé à l'abbaye d'Ebrach. Peu de temps avant sa mort, cependant, Hermann avait fondé avec son épouse, le monastère de Bildhausen (de), qui était inachevé au moment de sa mort. Après l'achèvement de l'église du monastère, son corps a été inhumé dans celle-ci. Bien plus tard, lorsque le monastère était sur le point d'être démoli, sa pierre tombale a été transférée au château de Salzbourg (de) en 1825. Cependant, sa pierre tombale a été accidentellement brisée et a depuis disparu.
Après sa mort sans héritier, Frédéric Barberousse donne le comté palatin à son demi-frère Conrad Ier du Palatinat.

## Source de la traduction
- (nl) Cet article est partiellement ou en totalité issu de l’article de Wikipédia en néerlandais intitulé « Herman van Stahleck » (voir la liste des auteurs).